# Decision to Leave
Decision to Leave (título en algunos países de habla hispana: La decisión de partir; en hangul, 헤어질 결심; RR: Heeojil gyeolsim) es una película surcoreana de romance y misterio dirigida por Park Chan-wook, y protagonizada por Tang Wei, Park Hae-il, Lee Jung-hyun y Go Kyung-pyo. Fue seleccionada para la sección competitiva del Festival de Cannes de 2022, donde tuvo su estreno mundial en el Grand Theatre Lumière el 23 de mayo. Por la película Park Chan-wook ganó el premio al mejor director.

## Sinopsis
Es la historia de un detective que está investigando un caso de asesinato en una localidad de montaña, y que comienza a sentir tanto sospechas como interés después de conocer a la esposa del muerto.

## Reparto
- Tang Wei como Seo-rae, la viuda del hombre presuntamente asesinado, una persona enigmática y sutil.[10]
- Park Hae-il como Hae-jun, un detective que investiga un posible caso de asesinato.[10]
- Lee Jung-hyun como Jung-an, la esposa de Hae-jun, que trabaja en una planta nuclear.
- Go Kyung-pyo como Soo-wan, un joven detective que sigue a Hae-jun aunque tiene opiniones diferentes sobre la investigación del caso.[10]
- Park Yong-woo como Im Ho-shin.[11]
- Jung Yi-seo como Yu Mi-ji.[12][13]
- Yoo Seung-mok como Ki Do-soo, el marido fallecido de Seo-rae.[14]
- Lee Hak-joo como Lee Ji-gu, un sospechoso perseguido por Hae-jun.[14]
- Jeong Ha-dam como Oh Ga-in.[14]
- Seo Hyun-woo como Sa Cheol-seong.[14]
- Kim Shin-young como Yeon-su.[15]
- Park Jung-min como San-oh.[15]
- Choi Dae-hoon como médico de la clínica del sueño.[16]
- Yoo Tae-oh (aparición especial).[14]
- Go Min-si (aparición especial).[17]
- Teo Yoo como el director Lee.[17]
- Jung So-ri como una estudiante que trabaja a media jornada en una sala informática.[18]

## Producción
El reparto de la película quedó definido a mediados de octubre de 2020, y el rodaje comenzó a finales del mismo mes. Sin embargo, fue necesario interrumpirlo brevemente el 30 de noviembre a causa de un posible positivo por COVID-19 entre el personal técnico.
En mayo de 2021 el director Park Chan-woo anunció que, pese a algunas noticias en sentido contrario, la película no sería presentada en el 74.º Festival de Cine de Cannes, porque la postproducción no estaba concluida. En octubre de 2021 la situación seguía siendo la misma: se esperaba completar la música y los efectos visuales para finales de año. Park declaró: «la fecha de lanzamiento es incierta, [el distribuidor] CJ Entertainment tampoco lo sabe y dado que nadie tiene prisa, constantemente estamos retocando cosas todo el tiempo». Finalmente, la película fue seleccionada para el Festival de Cannes de 2022, donde recibió el premio al mejor director. El estreno en Corea del Sur llegó el 29 de junio del mismo año, y su distribuidora CJ ENM anunció que ya antes del estreno en Cannes la película se había vendido en 192 países del mundo.
A principios de agosto de 2022 la película fue seleccionada por el Korean Film Council para competir por Corea del Sur como candidata a la mejor película internacional en los Premios Oscar de 2023. Será la cuarta aparición del director Park en estos premios.

### Estreno y taquilla
Tras su paso por Cannes, la película se estrenó el 29 de junio de 2022 en 1.374 salas. El primer día fue vista por 114 592  espectadores, encabezando la taquilla del cine coreano. El 13 de julio superó el millón de entradas vendidas, siendo la décima surcoreana que lo logró durante el año. El 18 de julio había llegado a 1 263 223 espectadores, con una recaudación de 9 834 440 dólares, números con los que ocupaba la cuarta posición entre todas las películas surcoreanas estrenadas en el año. El 30 de julio llegó a 1 644 791 espectadores y 13 016 139 dólares en taquilla.
En mayo de 2022 la distribuidora CJ Ent. anunció que la película había sido vendida a 192 países. En Francia se estrenó el 29 de junio. En España será distribuida por Avalon, y el estreno está previsto para el 20 de enero de 2023.

## Crítica
Elsa Fernández-Santos (El País) presenta la película como «un noir elegante y muy meticuloso alrededor del amor fou entre un policía coreano y una sospechosa de asesinato china. Un filme absorbente y sensual que acaba siendo un tratado sobre la incomunicación y el sexo en tiempos de móviles y mensajes de WhatsApp». Sobre el trabajo del director, escribe que «sus a veces demasiado rebuscados planos pueden acabar siendo algo cansinos, pero Chan-wook es un virtuoso y la mayoría de sus ideas visuales componen un clímax muy depurado y particular».
Manu Yáñez (Fotogramas) le otorga tres estrellas de cinco a un filme en el que «Park se adentra en las turbias aguas del drama romántico para componer su particular homenaje (voluntario o inconsciente) a Vértigo (De entre los muertos) de Alfred Hitchcock». Aunque critica la deriva de la trama y la puesta en escena, con demasiada «acción con piruetas escénicas y saltos en el tiempo, hacia adelante o atrás», concluye que «toma forma una película de emociones fuertes, un proceder laberíntico y altas dosis de misterio. Sin duda, una de las mejores obras de su director».
Sergi Sánchez (La Razón) escribe que «tal vez el error de Park Chan-wook es desequilibrar la balanza privilegiando, por exigencias del guion, el punto de vista del personaje menos interesante, el del policía, pero la majestuosa elegancia de la puesta en escena compensa las irregularidades de la película».
Daniel de Partearroyo (Cinemanía) elogia el control absoluto de la gramática cinematográfica que posee el director, quien los explota «con su caligrafía expresiva y lúdica» gracias también al «montaje milimétrico de Kim Ji-yong, imprescindible para que la sucesión de raccords de continuidad imaginativos, transiciones y rimas funcionen como un mecanismo de precisión relojera». El resultado es que «cada elemento de los planos resulte interesante o llamativo».

## Premios y nominaciones
| Premio                                                  | Año  | Categoría                                                         | Candidato                        | Resultado | Ref.                 |
| ------------------------------------------------------- | ---- | ----------------------------------------------------------------- | -------------------------------- | --------- | -------------------- |
| Alianza de Mujeres Periodistas de Cine                  | 2023 | Mejor película en habla no inglesa                                | Decision to Leave                | Ganadora  | [ 38 ]               |
| Asia Pacific Screen Awards                              | 2022 | Mejor guion                                                       | Park Chan-wook, Jeong Seo-kyeong | Nominados | [ 39 ]               |
| Asian Journalists Association                           | 2022 | AJA Awards                                                        | Park Hae-il                      | Ganador   | [ 40 ]               |
| Asociación de Críticos de Cine de Austin                | 2023 | Mejor director                                                    | Park Chan-wook                   | Nominado  | [ 41 ]               |
| Asociación de Críticos de Cine de Austin                | 2023 | Mejor película internacional                                      | Decision to Leave                | Ganadora  | [ 41 ]               |
| Baeksang Arts Awards                                    | 2023 | Gran Premio - cine                                                | Decision to Leave                | Ganadora  | [ 42 ] [ 43 ] [ 44 ] |
| Baeksang Arts Awards                                    | 2023 | Mejor película                                                    | Decision to Leave                | Nominada  | [ 42 ] [ 43 ] [ 44 ] |
| Baeksang Arts Awards                                    | 2023 | Mejor director                                                    | Park Chan-wook                   | Ganadora  | [ 42 ] [ 43 ] [ 44 ] |
| Baeksang Arts Awards                                    | 2023 | Mejor actor                                                       | Park Hae-il                      | Nominado  | [ 42 ] [ 43 ] [ 44 ] |
| Baeksang Arts Awards                                    | 2023 | Mejor actriz                                                      | Tang Wei                         | Ganadora  | [ 42 ] [ 43 ] [ 44 ] |
| Baeksang Arts Awards                                    | 2023 | Mejor guion                                                       | Park Chan-wook, Jeong Seo-kyeong | Nominado  | [ 42 ] [ 43 ] [ 44 ] |
| Baeksang Arts Awards                                    | 2023 | Technical Award                                                   | Ryu Seong-hee (Art direction)    | Nominado  | [ 42 ] [ 43 ] [ 44 ] |
| Baeksang Arts Awards                                    | 2023 | Technical Award                                                   | Cho Young-wook (Music)           | Nominado  | [ 42 ] [ 43 ] [ 44 ] |
| Blue Dragon Film Awards                                 | 2022 | Mejor actor                                                       | Park Hae-il                      | Ganador   | [ 45 ]               |
| Blue Dragon Film Awards                                 | 2022 | Mejor actriz                                                      | Tang Wei                         | Ganadora  | [ 45 ]               |
| Blue Dragon Film Awards                                 | 2022 | Mejor director                                                    | Park Chan-wook                   | Ganador   | [ 45 ]               |
| Blue Dragon Film Awards                                 | 2022 | Mejor película                                                    | Decision to Leave                | Ganadora  | [ 45 ]               |
| Blue Dragon Film Awards                                 | 2022 | Mejor música                                                      | Jo Yeong-wook                    | Ganador   | [ 45 ]               |
| Blue Dragon Film Awards                                 | 2022 | Mejor guion                                                       | Park Chan-wook, Jeong Seo-kyeong | Ganadores | [ 45 ]               |
| Blue Dragon Film Awards                                 | 2022 | Premio a la estrella popular                                      | Go Kyung-pyo                     | Ganador   | [ 45 ]               |
| Blue Dragon Film Awards                                 | 2022 | Mejor dirección de arte                                           | Ryu Seong-hee                    | Nominado  | [ 45 ]               |
| Blue Dragon Film Awards                                 | 2022 | Mejor fotografía e iluminación                                    | Kim Ji-yong, Shin Sang-yeol      | Nominados | [ 45 ]               |
| Blue Dragon Film Awards                                 | 2022 | Mejor montaje                                                     | Kim Sang-beom                    | Nominado  | [ 45 ]               |
| Blue Dragon Film Awards                                 | 2022 | Mejor actriz revelación                                           | Kim Shin-young                   | Nominada  | [ 45 ]               |
| Blue Dragon Film Awards                                 | 2022 | Mejor actor de reparto                                            | Go Kyung-pyo                     | Nominado  | [ 45 ]               |
| Blue Dragon Film Awards                                 | 2022 | Mejor actriz de reparto                                           | Lee Jung-hyun                    | Nominada  | [ 45 ]               |
| Blue Dragon Film Awards                                 | 2022 | Premio técnico                                                    | Kwak Jeong-ae                    | Nominado  | [ 45 ]               |
| Boston Society of Film Critics                          | 2022 | Mejor montaje                                                     | Kim Sang-bum                     | Ganador   | [ 46 ]               |
| British Independent Film Awards                         | 2022 | Mejor película extranjera                                         | Park Chan-Wook, Chung Seo-Kyung  | Nominados | [ 47 ]               |
| Buil Film Awards                                        | 2022 | Mejor actor                                                       | Park Hae-il                      | Ganador   | [ 48 ]               |
| Buil Film Awards                                        | 2022 | Mejor actriz                                                      | Tang Wei                         | Ganadora  | [ 48 ]               |
| Buil Film Awards                                        | 2022 | Mejor fotografía                                                  | Kim Ji-yong                      | Ganador   | [ 48 ]               |
| Buil Film Awards                                        | 2022 | Mejor película                                                    | Decision to Leave                | Ganadora  | [ 48 ]               |
| Buil Film Awards                                        | 2022 | Mejor música                                                      | Jo Yeong-wook                    | Ganador   | [ 48 ]               |
| Buil Film Awards                                        | 2022 | Arte y tecnología                                                 | Ryu Seong-Hie                    | Nominado  | [ 48 ]               |
| Buil Film Awards                                        | 2022 | Mejor director                                                    | Park Chan-wook                   | Nominado  | [ 48 ]               |
| Buil Film Awards                                        | 2022 | Mejor guion                                                       | Jeong Seo-kyeong, Park Chan-wook | Nominados | [ 48 ]               |
| Busan Film Critics Awards                               | 2022 | Mejor actor                                                       | Park Hae-il                      | Ganador   | [ 49 ]               |
| Festival de Cannes                                      | 2022 | Mejor director                                                    | Park Chan-wook                   | Ganador   | [ 50 ]               |
| Festival de Cannes                                      | 2022 | Palma de Oro                                                      | Decision to Leave                | Nominada  | [ 50 ]               |
| Asociación de Críticos de Cine de Chicago               | 2022 | Mejor fotografía                                                  | Kim Ji-Yong                      | Ganador   | [ 51 ]               |
| Asociación de Críticos de Cine de Chicago               | 2022 | Mejor director                                                    | Park Chan-wook                   | Nominado  | [ 51 ]               |
| Asociación de Críticos de Cine de Chicago               | 2022 | Mejor montaje                                                     | Kim Sang-beom                    | Nominado  | [ 51 ]               |
| Asociación de Críticos de Cine de Chicago               | 2022 | Mejor película                                                    | Decision to Leave                | Nominada  | [ 51 ]               |
| Asociación de Críticos de Cine de Chicago               | 2022 | Mejor película en lengua extranjera                               | Decision to Leave                | Ganadora  | [ 51 ]               |
| Chunsa Film Art Awards                                  | 2022 | Mejor actor                                                       | Park Hae-il                      | Ganador   | [ 52 ]               |
| Chunsa Film Art Awards                                  | 2022 | Mejor actriz                                                      | Tang Wei                         | Ganadora  | [ 52 ]               |
| Chunsa Film Art Awards                                  | 2022 | Mejor director                                                    | Park Chan-wook                   | Ganador   | [ 52 ]               |
| Chunsa Film Art Awards                                  | 2022 | Mejor guion                                                       | Jeong Seo-kyung                  | Nominado  | [ 52 ]               |
| Chunsa Film Art Awards                                  | 2022 | Premio técnico                                                    | Kim Ji-yong                      | Nominado  | [ 52 ]               |
| Cine21 Awards                                           | 2022 | Mejor actor                                                       | Park Hae-il                      | Ganador   | [ 53 ]               |
| Cine21 Awards                                           | 2022 | Mejor actriz                                                      | Tang Wei                         | Ganadora  | [ 53 ]               |
| Premios de la Crítica Cinematográfica                   | 2023 | Mejor película de habla no inglesa                                | Decision to Leave                | Nominada  | [ 54 ]               |
| Critics Choice Awards Asian Pacific Cinema & Television | 2022 | Mejor director                                                    | Park Chan-wook                   | Ganador   | [ 55 ]               |
| Asociación de Críticos de Cine de Dallas-Fort Worth     | 2022 | Mejor película en lengua extranjera                               | Decision to Leave                | Ganadora  | [ 56 ]               |
| Florida Film Critics Circle                             | 2022 | Mejor actor                                                       | Park Hae-il                      | Nominado  | [ 57 ]               |
| Florida Film Critics Circle                             | 2022 | Mejor actriz                                                      | Tang Wei                         | Nominada  | [ 57 ]               |
| Florida Film Critics Circle                             | 2022 | Mejor director                                                    | Park Chan-wook                   | Ganador   | [ 57 ]               |
| Florida Film Critics Circle                             | 2022 | Mejor fotografía                                                  | Kim Ji-yong                      | Ganador   | [ 57 ]               |
| Florida Film Critics Circle                             | 2022 | Mejor película en lengua extranjera                               | Decision to Leave                | Ganadora  | [ 57 ]               |
| Florida Film Critics Circle                             | 2022 | Mejor guion original                                              | Park Chan-wook, Jeong Seo-Gyeong | Ganadores | [ 57 ]               |
| Florida Film Critics Circle                             | 2022 | Mejor película                                                    | Decision to Leave                | Nominada  | [ 57 ]               |
| Golden Cinematography Awards                            | 2022 | Mejor director                                                    | Park Chan-wook                   | Ganador   | [ 58 ]               |
| Golden Cinematography Awards                            | 2022 | Mejor actor                                                       | Park Hae-il                      | Ganador   | [ 58 ]               |
| Golden Cinematography Awards                            | 2022 | Mejor actriz                                                      | Tang Wei                         | Ganadora  | [ 58 ]               |
| Premios Globo de Oro                                    | 2023 | Mejor película en lengua no inglesa                               | Decision to Leave                | Nominada  | [ 59 ]               |
| Premios Gotham                                          | 2022 | Mejor película internacional                                      | Decision to Leave                | Nominada  | [ 60 ]               |
| Grand Bell Awards                                       | 2022 | Mejor actor                                                       | Park Hae-il                      | Ganador   | [ 61 ]               |
| Grand Bell Awards                                       | 2022 | Mejor película                                                    | Decision to Leave                | Ganadora  | [ 61 ]               |
| Grand Bell Awards                                       | 2022 | Mejor guion                                                       | Park Chan-wook, Jeong Seo-kyeong | Ganadores | [ 61 ]               |
| Grand Bell Awards                                       | 2022 | Mejor actriz                                                      | Tang Wei                         | Nominada  | [ 62 ]               |
| Grand Bell Awards                                       | 2022 | Mejor dirección de arte                                           | Ryu Seong-hee                    | Nominado  | [ 62 ]               |
| Grand Bell Awards                                       | 2022 | Mejor fotografía                                                  | Kim Ji-young                     | Nominado  | [ 62 ]               |
| Grand Bell Awards                                       | 2022 | Mejor diseño de vestuario                                         | Kwak Jeong-ae                    | Nominado  | [ 62 ]               |
| Grand Bell Awards                                       | 2022 | Mejor director                                                    | Park Chan-wook                   | Nominado  | [ 62 ]               |
| Grand Bell Awards                                       | 2022 | Mejor montaje                                                     | Kim Sang-beom                    | Nominado  | [ 62 ]               |
| Grand Bell Awards                                       | 2022 | Mejor iluminación                                                 | Shin Sang-yeol                   | Nominado  | [ 62 ]               |
| Grand Bell Awards                                       | 2022 | Mejor música                                                      | Jo Yeong-wook                    | Nominado  | [ 62 ]               |
| Asociación de Críticos de Hollywood                     | 2023 | Mejor director                                                    | Park Chan-wook                   | Nominado  | [ 63 ]               |
| Asociación de Críticos de Hollywood                     | 2023 | Mejor película internacional                                      | Decision to Leave                | Nominada  | [ 63 ]               |
| Hollywood Critics Association Creative Arts Awards      | 2023 | Mejor montaje                                                     | Kim Sang-bum                     | Nominado  | [ 64 ]               |
| Festival de Cine de Jerusalén                           | 2022 | Mejor película internacional                                      | Decision to Leave                | Nominada  | [ 65 ]               |
| Korean Association of Film Critics Awards               | 2022 | Mejor actriz                                                      | Tang Wei                         | Ganadora  | [ 66 ]               |
| Korean Association of Film Critics Awards               | 2022 | Mejor fotografía                                                  | Kim Ji-young                     | Ganador   | [ 66 ]               |
| Korean Association of Film Critics Awards               | 2022 | Mejor director                                                    | Park Chan-wook                   | Ganador   | [ 66 ]               |
| Korean Association of Film Critics Awards               | 2022 | Mejor música                                                      | Jo Yeong-wook                    | Ganador   | [ 66 ]               |
| Korean Association of Film Critics Awards               | 2022 | Mejor película                                                    | Decision to Leave                | Ganadora  | [ 66 ]               |
| Korean Association of Film Critics Awards               | 2022 | Mejor guion                                                       | Park Chan-wook, Jeong Seo-kyeong | Ganadores | [ 66 ]               |
| Korean Association of Film Critics Awards               | 2022 | 10 selecciones de la Korean Association of Film de Kim Hyun-seung | Decision to Leave                | Ganadora  | [ 66 ]               |
| Korean Film Producers Association Award                 | 2022 | Mejor película                                                    | Decision to Leave                | Ganadora  | [ 67 ]               |
| Korean Film Producers Association Award                 | 2022 | Mejor guion                                                       | Park Chan-wook, Jeong Seo-kyeong | Ganadores | [ 67 ]               |
| Korean Film Producers Association Award                 | 2022 | Mejor actriz                                                      | Tang Wei                         | Ganadora  | [ 67 ]               |
| Korean Film Producers Association Award                 | 2022 | Mejor actriz de reparto                                           | Kim Shin-young                   | Ganadora  | [ 67 ]               |
| Korean Film Producers Association Award                 | 2022 | Mejor música                                                      | Jo Yeong-wook, Shin Sang-yeol    | Ganadores | [ 67 ]               |
| LACMA Art + Film Gala                                   | 2022 | Art+Film Gala                                                     | Park Chan-wook                   | Ganador   | [ 68 ]               |
| London Film Critics' Circle                             | 2023 | Mejor director                                                    | Park Chan-wook                   | Nominado  | [ 69 ]               |
| London Film Critics' Circle                             | 2023 | Mejor película                                                    | Decision to Leave                | Nominado  | [ 69 ]               |
| London Film Critics' Circle                             | 2023 | Mejor película en lengua extranjera                               | Decision to Leave                | Ganadora  | [ 69 ]               |
| London Film Critics' Circle                             | 2023 | Premio al logro técnico                                           | Kim Ji-yong                      | Nominado  | [ 69 ]               |
| Miskolc International Film Festival                     | 2022 | Premio Emeric Pressburger                                         | Decision to Leave                | Nominada  | [ 70 ]               |
| National Board of Review                                | 2022 | Top 5 Películas en Lengua Extranjera                              | Decision to Leave                | Ganadora  | [ 71 ]               |
| New Mexico Critics Awards                               | 2022 | Mejor actriz de reparto                                           | Tang Wei                         | Ganadora  | [ 72 ]               |
| Oslo Films from the South Festival                      | 2022 | Silver Mirror                                                     | Decision to Leave                | Nominada  | [ 73 ]               |
| San Diego Film Critics Society                          | 2023 | Mejor película internacional                                      | Decision to Leave                | Nominada  | [ 74 ]               |
| Premios Satellite                                       | 2022 | Mejor película extranjera                                         | Decision to Leave                | Nominada  | [ 75 ]               |
| Asociación de Críticos de Cine de San Luis              | 2022 | Mejor película internacional                                      | Decision to Leave                | Ganadora  | [ 76 ]               |
| Asociación de Críticos de Cine de San Luis              | 2022 | Mejor guion original                                              | Park Chan-wook, Gong Seo-kyeong  | Nominados | [ 76 ]               |
| Sunset Circle Awards                                    | 2022 | Mejor actriz                                                      | Tang Wei                         | Nominada  | [ 77 ]               |
| Sunset Circle Awards                                    | 2022 | Mejor director                                                    | Park Chan-wook                   | Nominado  | [ 77 ]               |
| Sunset Circle Awards                                    | 2022 | Mejor montaje                                                     | Kim Sang-beom                    | Nominado  | [ 77 ]               |
| Sunset Circle Awards                                    | 2022 | Mejor guion                                                       | Park Chan-wook, Jeong Seo-kyeong | Nominados | [ 77 ]               |
| Sunset Circle Awards                                    | 2022 | Mejor película                                                    | Decision to Leave                | Nominada  | [ 77 ]               |
| Sunset Circle Awards                                    | 2022 | Mejor película internacional                                      | Decision to Leave                | Nominada  | [ 78 ]               |
| Semana Internacional de Cine de Valladolid              | 2022 | Premio José Salcedo al mejor montaje                              | Kim Sang-beom                    | Ganador   | [ 79 ]               |
| Semana Internacional de Cine de Valladolid              | 2022 | Golden Spike (Mejor película)                                     | Decision to Leave                | Nominada  | [ 79 ]               |
| Washington D. C. Area Film Critics Association          | 2022 | Mejor película internacional/en lengua extranjera                 | Decision to Leave                | Ganadora  | [ 80 ]               |
| Women in Film Korea Festival                            | 2022 | Mejor guion                                                       | Jeong Seo-kyeong                 | Ganador   | [ 81 ]               |